# Barybas variegata
Barybas variegata är en skalbaggsart som beskrevs av Blanchard 1850. Barybas variegata ingår i släktet Barybas och familjen Melolonthidae. Inga underarter finns listade.